# Lycosa biolleyi
Lycosa biolleyi är en spindelart som beskrevs av Banks 1909. Lycosa biolleyi ingår i släktet Lycosa och familjen vargspindlar.
Artens utbredningsområde är Costa Rica. Inga underarter finns listade i Catalogue of Life.